# Médias en Ukraine
Les médias en Ukraine sont l’ensemble des médias présents sur le territoire de l'Ukraine.

## Histoire
Durant la période soviétique, tous les médias étaient créés, possédés et contrôlés par l’État. Sur le territoire de la RSS d’Ukraine ils furent tous unifiés et leur nombre était limité par le Parti communiste. L’outil médiatique le plus répandu sur le territoire ukrainien était la presse écrite : chaque région possédait au moins deux journaux, un titre politique et un titre dont l'objet était plus récréatif. Tous les médias étaient utilisés comme une arme politique et comme une machine de propagande communiste et, de plus, toute tentative de liberté d'expression était réprimée. Durant l'été 1990, des lois qui avaient pour but d’augmenter le niveau de la liberté des médias ont été prises.  
En 1991, après la dissolution de l’URSS et la proclamation de l'indépendance de l’Ukraine, les médias indépendants ont commencé à se développer, dont un nombre important de médias privés qui profitaient d’une situation politique chaotique. La situation a évolué à la suite de l'élection présidentielle de 1994 à cause d'un développement de la centralisation. La majorité des chaînes de télévision ont été privatisées et c’est à ce moment que les oligarques ont pris la main sur les médias.
En 2004, l’Ukraine entre dans une nouvelle ère dans le domaine des médias. Sous le président Viktor Iouchtchenko, des réformes ont été prises : plus de liberté des médias et moins d’influence gouvernementale et oligarchique. 
En 2010, un changement radical a concerné la liberté des médias. L’Ukraine est revenue à la situation de 1991 ; des assassinats de journalistes se sont produits régulièrement. Cependant, grâce au changement politique de la révolution d'Euromaidan en 2014, l’Ukraine a remonté dans le classement mondial de la liberté de la presse de 18 places.

## Liste des principaux médias présents en Ukraine
En 2019, les médias les plus importants par différents types de médias sont ,:

### Presse écrite
Par ordre d'audience, d'après les chiffres de 2016 :
- Segodnia
- Fakty i Kommentarii (Факты и комментарии), journal russophone ; cesse d'être distribué après 2014.
- Vesti
- Argumenty i fakty
- Komsomolskaïa Pravda
- Ukraine (chaîne de télévision)
- Korrespondent
- Ekspress gazeta
- Gazeta po-ukraïnski
- Dengi
- Fokus
- Novoe Vremia (Новое Время), magazine d'actualité politique et sociale russophone ; parution depuis 2014.
- Delovaya stolitsa

#### Autres
- Ukrinform[5], agence de presse d'État.
- Capital News (Столичные новости)[6]
- Komanda (Команда)
- Podrobnosti (Подробности)[7]
- Avtobazar (Автобазар)[8]
- Media Groupe Ukraine (Медіа Група Україна)[9]
- United Media Holding group[10]
- Berezil, trimestriel littéraire.

### Radio
- Radio Shanson[11],
- Avtoradio[12]
- Radio Era FM[13]
- Zakarpattya FM[14]
- Hit FM 96.6[15]
- Radio Relax

### Télévision
- TSN (ТСН)   [16]
- Obozrevatel (Обозреватель)[17]
- RBK Ukraine (РБК Украины)[18]
- Chaîne 24 (24 канал)[19]
- StarLightMedia[20]
- Media Groupe Ukraine (Медіа Група Україна)[9]
- Pryamiy kanal

### Internet
- Censor (цензор)[21]
- TSN (ТСН)[16]
- Obozrevatel (Обозреватель)[17]
- Media Groupe Ukraine (Медіа Група Україна)[9]
- United Media Holding group[10]

## Cadre légal et institutionnel

### Loi
La liberté d'expression en Ukraine est un droit qui autorise tout le monde à rechercher, recevoir, transmettre, produire et diffuser librement des informations, de n’importe quelle manière, cette loi est garantie par la Constitution.  
L’article 34 de la Constitution ukrainienne indique :
« Le droit à la liberté de pensée et d'expression est garanti à tous. Toute personne a le droit de collecter, de stocker, d'utiliser et de diffuser librement des informations oralement, par écrit ou par d'autres moyens, à son choix. L'exercice de ces droits peut être restreint par la loi dans l'intérêt de la sécurité nationale, de l'intégrité territoriale ou de l'ordre public afin de prévenir les troubles ou les crimes, de protéger la santé publique, de protéger la réputation ou les droits d'autrui, d'empêcher la divulgation des informations reçues de manière confidentielle, ou de garantir l'autorité et l'impartialité de la justice. » 
Cet article est lié au Pacte international relatif aux droits civils et politiques, qui impose que toute personne a droit à la liberté de pensée, à la libre expression de ses opinions (art. 18 et 19). L'article  34 de la Constitution interagit étroitement avec les articles  21, 23, 31, 32, 35. Il peut être considéré comme un développement et une concrétisation certaine des dispositions de la partie 3 de l'article 15 qui protège la mise en œuvre de la censure en Ukraine.  Il garantit la liberté spirituelle et créatrice, non limitée par une idéologie obligatoire.  Les dispositions de l'article garantissent l'accès des médias aux partis et mouvements politiques, aux organisations publiques, aux syndicats et à chaque personne.
La place de l'Ukraine à l'indice de liberté de la presse variait de 112/134 en 2002 à 89/169. En 2017, l’Ukraine a obtenu une place de liberté de la presse de 102 sur 180, améliorant de cinq points le résultat de l’année dernière.

### Service public
Le paysage médiatique en Ukraine est essentiellement constitué de médias privés détenus par des oligarques. Pour éviter cette influence excessive des propriétaires, le but de l’Ukraine est de développer un service public médiatique qui serait plus transparent. Ce service public va permettre de créer une plateforme d’informations fiables et les plus neutres possibles sans influences extérieures, notamment celles des différents partis politiques et des intérêts privés. La réalisation du projet a nécessité la mise en place de nombreuses lois. Ainsi en 2015, après 23 ans de débat, la loi portant modification à la mise en place du diffuseur UA:PBC est entrée en vigueur en étant signée par le président Porochenko le 10 avril 2015.  Les conditions ont ainsi été créées pour l’instauration d’un service audiovisuel public basé sur le modèle de l’Europe occidentale.
D'après cette loi, le nouveau diffuseur doit être une société publique par actions détenue à 100 % par l’État ukrainien. En raison de l'opacité du paysage médiatique ukrainien cette réforme tarde à être appliquée . En outre, d’après le directeur général de la nouvelle société qui a pour tâche de mettre en œuvre la réforme, la nouvelle loi devrait accorder à ce service public 1,1 milliard de hryvnias par an, alors qu'en 2015 seule la moitié de ce montant (654 millions de hryvnia) a été perçue. Pour cette raison, il considère comme une difficulté d'être dépendant à 100 % de l'État ukrainien. Toutefois, la chaîne compte obtenir 5 millions d’euros d’aide de l’UE en 2016 pour réformer des rédactions régionales et les convertir en un réseau national.

### Protection des journalistes
La liberté de la presse est souvent négligée et non respectée. Plusieurs journalistes ont été soit incarcérés, soit assassinés pour leurs idées antigouvernementales. Parmi les victimes, on trouve plusieurs journalistes ukrainiens, dont Oles Bouzina, Gueorgui Gongadzé, Viacheslav Veremïï, ainsi que le journaliste russe Pavel Cheremet. Par ailleurs, pour limiter l’accès de la population ukrainienne aux critiques des journalistes européens de son gouvernement, le président ukrainien Petro Porochenko a expulsé du territoire ukrainien des journalistes de la BBC, dont Steve Rosenberg et Emma Wells avec leur équipe de tournage, ainsi que les reporters espagnols Angel Sastre et Antonio Pampliega. De nombreux États ont exigé des explications pour l'expulsion de leurs journalistes. Le président Porochenko a affirmé dans la plupart des cas que ces journalistes appelaient à la violence et au non-respect des lois ukrainiennes comme le service militaire obligatoire. Il affirmait aussi, sans preuve, que les journalistes en question appellent à des actions de terrorisme contre le gouvernement.
Les entreprises ukrainiennes et les sites web gouvernementaux sont fréquemment victimes d'attaques informatiques. Les observateurs notent que la plupart des attaques semblent provenir de Russie et des collectifs de pirates tels que le cyber-berkanais prorusse et les nationalistes ukrainiens. Cyber Forces ont altéré les sites Web et divulgué des informations pour discréditer leurs ennemis : le Président Porochenko avait précédemment accusé la Russie de mener une cyberguerre secrète contre l'Ukraine. En décembre 2016, Porochenko a insinué que la Russie avait lancé au moins six mille cyberattaques contre des sites internet ukrainiens en l'espace de deux mois.
Les autorités emprisonnent les utilisateurs pour une expression séparatiste et extrémiste dans les médias pour mettre fin aux idées anti-Ukrainiennes. Il y a également eu des cas où l’on a utilisé la violence physique, par exemple le meurtre du journaliste Pavel Cheremet à Kyïv.  Pavel Cheremet du site Internet Ukrayinska Pravda a été assassiné dans un attentat à la voiture piégée à Kiev, probablement en représailles de ses reportages. Sheremet écrivait des rapports sur la corruption et les violences du gouvernement, ces rapports journalistiques touchaient l’Ukraine, la Russie et la Biélorussie. En mars 2017, des gardes de sécurité devant le siège du chef du gouvernement régional de Zaporijjia ont attaqué des journalistes qui filmaient pour leur plateforme anticorruption en ligne Nashi Groshi (Notre argent).

## Modèles économiques

### Information payante en Ukraine – les consommateurs des médias
La plupart des propriétaires des groupes médiatiques sont des oligarques, la nation est au courant. 76 % du marché est contrôlé par des oligarques dont les plus grands sont : Petro Porochenko (Président) qui lui par exemple possède Canal 5, une grande chaîne TV ukrainienne ; Ihor Kolomoïsky, Rinat Akhmetov, Viktor Pintchouk (le plus puissant sur le marché des médias) et Dmytro Firtash. Il y a notamment une rivalité entre les groupes d’oligarques. Leur but est d’influencer les lecteurs et les téléspectateurs en fournissant des informations en leur faveur. En Ukraine, les oligarques contrôlent la majorité des secteurs des médias. Ce système est en lien avec la ploutocratie.
L’Ukraine reste un pays où les droits humains sont pas très respectés[réf. souhaitée], bien que le pays soit libre dans ce domaine par rapport à la Russie, la liberté d’expression est très limitée. 
« Jeansa, la menace des médias ukrainiens, est l’un des principaux vecteurs du pouvoir des oligarques dans le pays – et l’un des obstacles au bon fonctionnement d’une démocratie représentative.  Grâce à cette publicité politique déguisée, les médias (et les discours politiques) dans le pays sont définitivement altérés, permettant ainsi de propulser les candidats « nécessaires » à la victoire. »
- 5 à 10 % des articles contiennent de la propagande ;
- les journalistes donnent l’apparence d’être objectifs mais finalement on ne se rend pas compte mais en réalité, c’est une campagne ;
- le coût de cet article est de 7 à 8 fois plus important qu'une publicité normale.

### Les propriétaires de groupes de médias
| Chaîne de télévision | Propriétaire (2020)                       |
| -------------------- | ----------------------------------------- |
| STB                  | Viktor Pintchouk                          |
| Noviy                | Viktor Pintchouk                          |
| ICTV                 | Viktor Pintchouk                          |
| M1 (en)              | Viktor Pintchouk                          |
| M2 (en)              | Viktor Pintchouk                          |
| Otse                 | Viktor Pintchouk                          |
| 1+1                  | Ihor Kolomoïsky, Ihor Sourkis             |
| 2+2                  | Ihor Kolomoïsky, Ihor Sourkis             |
| TET (en)             | Ihor Kolomoïsky, Ihor Sourkis             |
| Plious Plious        | Ihor Kolomoïsky, Ihor Sourkis             |
| Bigoudi              | Ihor Kolomoïsky, Ihor Sourkis             |
| 1+1 International    | Ihor Kolomoïsky, Ihor Sourkis             |
| Oukraïna             | Rinat Akhmetov                            |
| NLO TV               | Rinat Akhmetov                            |
| Indigo               | Rinat Akhmetov                            |
| Foutbol 1            | Rinat Akhmetov                            |
| Foutbol 2            | Rinat Akhmetov                            |
| Inter                | Dmytro Firtash, Serhiy Lyovotchkine       |
| Mega (en)            | Dmytro Firtash, Serhiy Lyovotchkine       |
| K1                   | Dmytro Firtash, Serhiy Lyovotchkine       |
| K2                   | Dmytro Firtash, Serhiy Lyovotchkine       |
| NTN                  | Dmytro Firtash, Serhiy Lyovotchkine       |
| Enter film           | Dmytro Firtash, Serhiy Lyovotchkine       |
| Piksel               | Dmytro Firtash, Serhiy Lyovotchkine       |
| ZOOM                 | Dmytro Firtash, Serhiy Lyovotchkine       |
| Inter+               | Dmytro Firtash, Serhiy Lyovotchkine       |
| ZIK                  | Taras Kozak (Victor Medvedtchouk)         |
| 112 Ukraine          | Taras Kozak (Victor Medvedtchouk)         |
| NewsOne              | Taras Kozak (Victor Medvedtchouk)         |
| 5 Kanal              | Petro Porochenko                          |
| Priamiy              | Volodymyr Makeïenko                       |
| Espresso TV          | 75% Ivan Jevago, 22,5% Larissa Knyajitska |
| Telekanal 24         | Andri Sadovy                              |
| Pershyi              | Publique.                                 |
| NACH                 | Evgen Mouraïev                            |

L’enquête de MOM project montre l'essence de la presse ukrainienne. 76 % du marché de la télévision sont contrôlés par 4 groupes principaux : StarLight Media, 1 + 1 Media, Inter Media et Media Group Ukraine. Ils appartiennent respectivement aux quatre puissants oligarques ukrainiens Viktor Pintchouk, Ihor Kolomoïsky, Dmytro Firtach et Rinat Akhmetov. En utilisant les pouvoirs des propriétaires sur leurs chaînes, ils font la promotion de leurs candidats politiques. 
Le marché de la radio est clairement marqué par des règles de propriété trop proches des classes dirigeantes. De plus, 92 % de la population ukrainienne écoute les quatre groupes de radio principaux : le groupe de radio Tavr, Holding de médias ukrainiens, le groupe de radio d'affaires et TRK Lux. Ils appartiennent respectivement à Viktor Pintchouk, Kourchenko et Anatoli Evtouhov. 
Le marché numérique en Ukraine n'est pas réglementé. Les sites web ne sont pas considérés comme des médias et ne sont pas enregistrés en tant que tels. L’audience des quatre principaux propriétaires de médias en ligne est de 17,56 %. Trois quarts des propriétaires sont des groupes de médias de grande taille (3,15 %), 1 + 1 (4,25 %) et UMH (7,49 %), ainsi que de nombreux médias en ligne. Le quatrième observateur (2,67 %) appartient à la famille Brodsky, un ancien député de la Verkhovna Rada d'Ukraine. Ces médias en ligne appartiennent eux aussi aux principaux oligarques du pays.
Si, dans d'autres pays, la liberté de la presse est limitée par la censure, en Ukraine, la presse est contrôlée par les entreprises, les oligarques et non par l'État. Cela a été provoqué par le manque de financement indépendant, mais aussi par la privatisation des principales chaînes dans les années 1990. Les propriétaires influencent l'opinion du peuple à leurs souhaits en utilisant leurs chaînes. Parmi les propriétaires, nous voyons beaucoup de noms, mais tous ces gens sont inclus dans un couple d’oligarques : Drupp.
- Groupe du Dniepr (Kolomoïsky)
- Région de Donetsk (Akhmeto)
- Lviv et Vinetsky (Western)
- Porochenko, Odessa (mais il ne prend pas une part active) (frères Surkis).

Leurs médias se couvrent mutuellement. Dans chaque groupe, il y a un dirigeant mais il n'est pas propriétaire de l'ensemble des activités du groupe, il représente simplement le visage du groupe.
Les médias en ligne les plus visités sont :  
1+1- Kolomoïski
1. Оpбозреватель, Obozrevatel[26] - Brodskiy (lié à Kolomoïski)
2. Сегодня, Segodnia[27] - Ahmetov
3. Корреспондент, Korrespondent[28] - Kurchenko (group de Donetsk) ou liée avec Ahmetov
4. censor.net.ua - ahmetov tsn.ua - Kolomoïski 24tv.ua - Porochenko

On en conclut que même sur internet, il n'y a pas de médias qui sont libres et connus à la fois.

### Infodivertissement et publicité
L'infodivertissement est très présent en Ukraine. En vue de la crise et de la guerre du Donbass, le pays en profite pour de politique ou de l’Ukraine en général, tout en s'en moquant. Par exemple « 95 квартал », « Дизел шоу », « вата тв » sont des chaines connues pour l'infodivertissement. Par ailleurs, « вата тв » critique encore beaucoup les Russes et la Russie. Malgré cela, le propriétaire de ces projets - Kolomoisky, peut influencer la population afin qu'elle s'oppose à n'importe quelle personne le dérangeant ou étant contre ce dernier (par exemple, le 95e kvartal  plaisante souvent au sujet du président, sur des scandales ou des situations absurdes).
En 2015, plus de 20 millions d'Ukrainiens utilisent l'internet pour communiquer entre eux. 72 % des Ukrainiens utilisent les nouvelles en ligne pour s’informer puisque c’est plus rentable niveau prix (c'est gratuit alors que les journaux sont payants). La crise du pays et la guerre font que les journaux ont perdu leur valeur et ne sont pas rentables économiquement, les radios et les presses sont donc « écrasées » par les médias, elles disparaissent de plus en plus. Depuis 2015, les médias en ligne sont renforcés, ils sont notamment mis à jour régulièrement, 29,9 % des sites ukrainiens sont faits pour s’informer. Facebook est notamment très utilisé, 5 à 15 % du contenu est consacré à l’opinion politique.

## Une presse au service de la politique
La presse n'a pas radicalement changé. Rinat Akhmetov, Ihor Kolomoïsky, Victor Pinchuk, Dmytro Firtash, le président oligarque Petro Poroshenko se battent pour avoir une influence sur les Ukrainiens, c’est-à-dire sur le rating de leurs chaînes. La situation en Ukraine nous montre qu’avant 2014, elle possédait de nombreuses caractéristiques avantageuses par rapport par exemple à la Russie qui n’est pas en situation d’affirmer que la liberté de presse est présente chez elle. Aujourd’hui, on voit en Ukraine l’installation d’un régime de censure très sévère à l'égard de toute opinion oppositionnelle vis-à-vis du gouvernement. Le cas le plus grave est le meurtre, le 16 avril 2015, du rédacteur en chef du journal ukrainien « Segodnya », un des plus importants du pays. Mais les arrestations de journalistes pour leurs appels anti-militaristes, exprimés soit dans les journaux, soit sur leurs pages personnelles dans les réseaux sociaux, ne sont pas moins scandaleux. En février 2015, Kotsaba Ruslan Petrovich  a été arrêté pour avoir critiqué la mobilisation forcée en Ukraine pour l'Opération anti-terroriste (c’est-à-dire la guerre dans la région du Donbass). Il a été libéré après l’intervention d'Amnesty International et la pétition de députés du Parlement Européen. Mais sous la pression des nationalistes du groupe « C14 », proche du pouvoir, Ruslan Kotsaba est de nouveau accusé de haute trahison. Le recul de la liberté de la presse, les procès intentés aux journalistes, voire dans certains cas les assassinats, ne sont pas l’apanage de l’Ukraine. Ce qui répond à la question “Pourquoi tant d’influence politique sur le médias et pourquoi ils deviennent distributeurs de propagande et parfois même très redoutés ?”

## Le publireportage en Ukraine
Le publireportage est connu dans la société moderne comme une méthode de promotion qui vise à publier dans la presse écrite, internet et télévision, donc il s'agit ici de la fonction commerciale dans les médias en ukrainien. Ces derniers peuvent être actuellement caractérisés comme les médias commerciaux, qui pratiquent donc le publireportage. 
Le publireportage ne peut certainement pas être compté comme une information indépendante. C'est une forme de publicité qui présente en détail les caractéristiques d'une offre ou d'un produit, son contenu étant rédigé sous le contrôle de l'entreprise qui la finance. Hypothétiquement les médias de publireportage peuvent être influencés ou même contrôlés par le gouvernement.  
Les médias qui pratiquent le publireportage ont tendance à travailler dans les secteurs de  l’industrie agroalimentaire, le domaine de la mode, les produits amaigrissants, les appareils de culture physique, les produits ménagers, mais également les collectivités locales et l'industrie pétrolière, dont les problématiques complexes nécessitent souvent plus qu'un simple travail sur l'image.

## Vérification des faita: la contradiction en ligne
La vérification des faits est fondamentale dans le journalisme. Lors des élections présidentielles ou d’une campagne électorale, beaucoup de journaux mettent en pratique des techniques de vérification. Cela a pour but de s’assurer de la crédibilité des candidats et de fournir des informations non mensongères ou trompeuses aux citoyens. Cette pratique journalistique permet de détecter et éliminer la propagande et de définir des médias neutres.
Un des exemples de site américain est Politifact Truth-O-Meter. Cette application mesure la véracité des propos tenus selon une échelle allant de True, Mostly True, Half True, Mostly False, False, Pants on Fire.
Aujourd’hui[Quand ?], on essaye d'automatiser la vérification des faits. En 2013, le Washington Post a ainsi présenté son Truth Teller, un logiciel robot, qui transcrit en temps réel les discours politiques et les compare avec le stock de vérifications déjà effectuées par les journalistes.
Dans le cadre de la lutte contre la propagande russe, ont été développés d’impressionnants projets médiatiques, tels que Stop Fake, qui ont eu une résonance au-delà des frontières de l’Ukraine. Toutefois 72 % des Ukrainiens utilisent la télévision et les médias en ligne ukrainiens pour se tenir informés.

## Diversité et manipulation de contenu des médias
Les réseaux sociaux facilitent le travail des journalistes. Le réseau le plus utilisé est Facebook. Mais, ils sont utilisés pour manipuler la population avec un certain contenu. Les journalistes utilisant les médias ont été poussés à un terme appelé « autocensure » sur les sujets liés au séparatisme, au patriotisme et au terrorisme. L’autocensure apparaît le plus souvent dans les régions de l’Est de l’Ukraine et en Crimée ou les journalistes ont été victimes d’attaques et de pression afin d’exprimer des positions pro-ukrainiennes. Les sites Internet pro-russes ont été menacés par les autorités ukrainiennes, par exemple les sources Strana et Vesti en 2017. De plus, des commentaires et publications payantes pro-russe étaient sur les réseaux sociaux et de faux sites pour manipuler la population ukrainienne, mais cela n’a pas marché.
Avec l'évolution intense des médias, les réseaux Facebook et Twitter en particulier sont devenus des plateformes pour débattre sur la politique, les réformes et la société civile ukrainiennes. Le « militantisme numérique » était fréquemment présent et les médias ont eu encore une nouvelle utilité, surtout durant la période de Euromaïdan. L’activisme est également pratique par le gouvernement ukrainien qui utilise Facebook et Twitter pour informer de ses actions et des réformes. Ils s'engagent régulièrement en commentant pour recevoir l'opinion publique.
Le statut de la liberté de presse en Ukraine est « partiellement libre » car il y a des blocages de réseaux sociaux. Plusieurs plateformes russes populaires ont été bloquées pour des raisons de sécurité nationale, notamment les réseaux sociaux VKontakte et Odnoklassniki. Avec le conflit entre l’Ukraine et la Russie, quelques sites russes avaient été ajoutés à une liste de sanctions et devaient être bloqués. La liberté de la presse en Ukraine a fortement déclinée avec ce blocage de plusieurs sites Russes et « anti-ukrainiens ».  Des institutions gouvernementales mettent ceux qui propagent des idées pro-russes sur les réseaux sociaux : « Nous avons récemment assisté à une cyber-guerre, lorsque les Russes ont eu recours à la cyberguerre pour tenter d'influencer les résultats des élections en Europe et aux États-Unis. Nous espérons qu'ils vont essayer de faire la même chose en Ukraine. » Il y a donc des bloggers et applications ICT qui ont été bloqués et également beaucoup de contenu politique et social. Le marché ICT est assez libéral en Ukraine, mais le blocage de certains sites russes fait que le gouvernement manipule les sites auquel le public a accès. 
Environ 52,5 % de la population a accès à internet. L'accès à internet continue de s'améliorer en raison de la diminutions des coûts et de la facilité d'accès à la 3G, par exemple.

## Sources
- Article Wikipedia (en anglais) sur la liberté de la presse en Ukraine
- Article de la BBC
- Rapport de la Fondation Konrad Adenauer[31],[32],[2]
- Rapport de RSF ‘’La réalité après l’Euromaidan: la situation des journalistes et des médias en Ukraine’’, juin 2016
- Rapport de Freedom House, ‘’Freedom on the net 2017 - Ukraine’’ sur la liberté du net en Ukraine.